# مزرعه شناتال سفلی
مزرعه شناتال سفلی، روستایی است از توابع بخش کوهسار و در شهرستان سلماس استان آذربایجان غربی ایران.

## جمعیت
این روستا در دهستان چهریق قرار داشته و بر اساس سرشماری سال ۱۳۸۵ جمعیت آن ۳۳نفر (۴ خانوار) 
بوده است.